# 元永
元永（1118年4月25日~1120年5月9日）是日本的年號之一。使用這個年號的天皇是鳥羽天皇，由白河上皇實施院政。

## 改元
- 永久六年四月三日（1118年4月25日）改元元永。
- 元永三年四月十日（1120年5月9日）改元保安。

## 紀年、西曆、干支對照表
| 元永 | 元年   | 二年   | 三年   |
| 公元 | 1118年 | 1119年 | 1120年 |
| 干支 | 戊戌   | 己亥   | 庚子   |